# لوتترا
لوتترا (انگلیسی: Luttra) یک منطقه مسکونی در سوئد است که در بخش فالشوپینگ شهرستان وسترا یوتلاند واقع شده است.

## نگارخانه

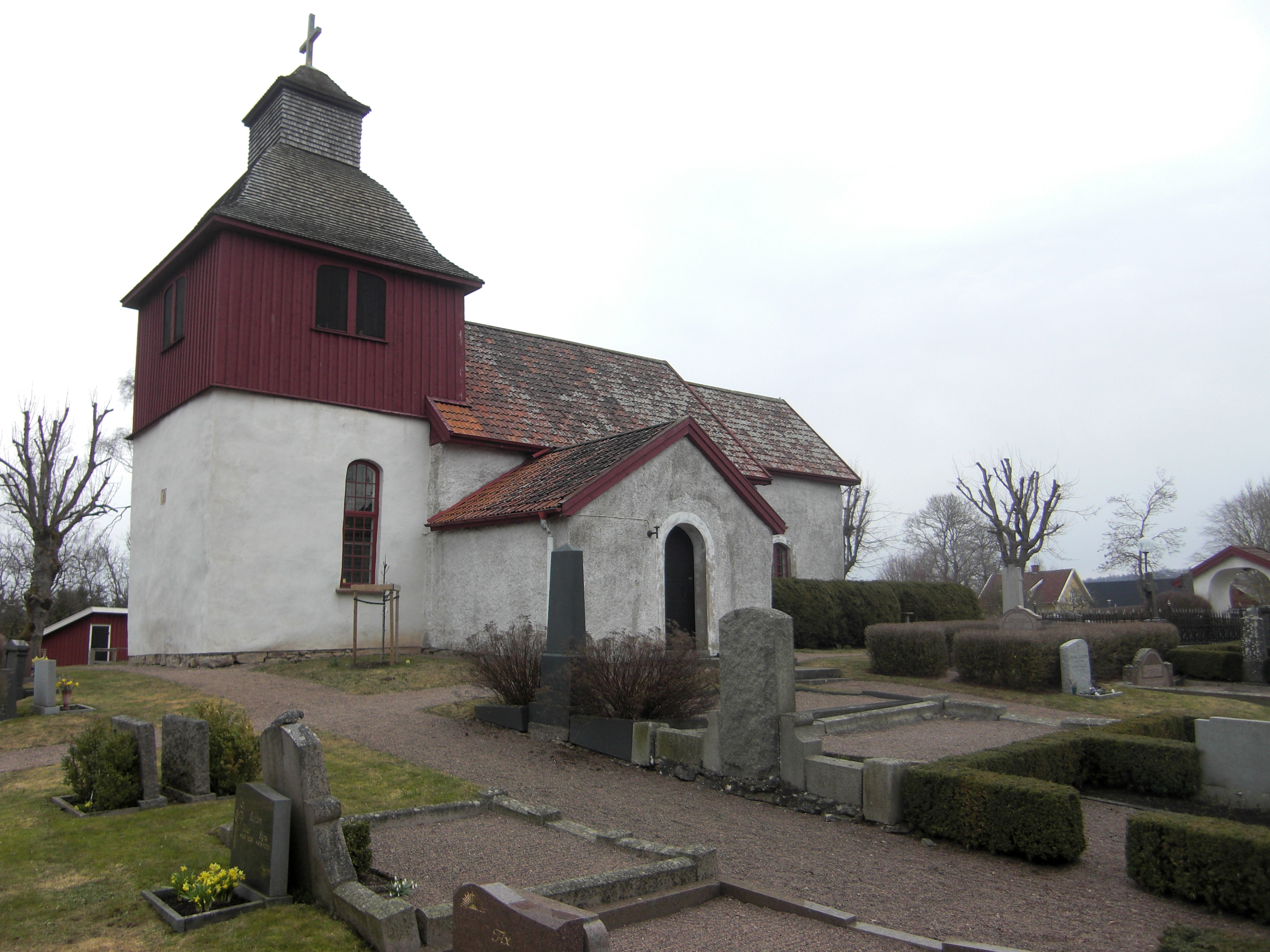